# Miguel Ángel Castro Muñoz
Miguel Ángel Castro Muñoz (Puebla, 15 de noviembre de 1970) es un sacerdote y obispo católico mexicano, que actualmente se desempeña como obispo de Huajuapan de León.

## Biografía

### Formación
Miguel Ángel Castro Muñoz realizó estudios en el Seminario Menor Palafoxiano, de 1986 a 1989 y, posteriormente, en el Seminario Mayor Palafoxiano, de 1989 a 1997.
Posteriormente se trasladó a Roma, donde obtuvo la Licenciatura en Historia de la Iglesia en la Pontificia Universidad de la Santa Cruz (2006-2008).

### Sacerdocio
Recibió la ordenación diaconal el 19 de octubre de 1997 y la ordenación sacerdotal el 29 de junio de 1998. Después de su ordenación se desempeñó como vicario parroquial de Santa María de la Asunción, en Izúcar de Matamoros (1998-2003), vicario parroquial de Jesús Divino Maestro (2004-2005) y asesor en el Seminario Menor Palafoxiano (2005-2006).
Entre los encargos que recibió tras su regreso a México destacan el de profesor en el Seminario Mayor Palafoxiano (2008-2018), y rector del Santuario Guadalupano de Puebla (2017-2020).
En 2021 fue nombrado párroco de Jesús Buen Pastor de la Rivera Anaya.

## Episcopado

### Obispo de Huajuapan de León
El 27 de marzo de 2021 el papa Francisco lo designó obispo de la diócesis de Huajuapan de León.
Fue consagrado el 17 de junio de 2021 por Víctor Sánchez Espinosa, a quien acompañaron, Franco Coppola y Pedro Vázquez Villalobos. Tomó posesión canónica el mismo día de su ordenación.